# Néa Szalamína Ammohósztu
Az Néa Szalamína vagy Néa Szalamísz (görögül: Νέα Σαλαμίνα Αμμοχώστου, magyar átírásban: Néa Szalamína Ammohósztu,  nyugati sajtóban: Nea Salamis Famagusta FC, vagy Nea Salamina Famagusta FC) ciprusi labdarúgó- és röplabdacsapat Lárnaka városából. A labdarúgócsapat a 2013–14-es bajnoki évadban a ciprusi labdarúgó-bajnokság élvonalában szerepel. Legnagyobb sikerét 1990-ben aratta, amikor elhódította a ciprusi labdarúgókupát és a ciprusi labdarúgó-szuperkupát is.
A klubot 1948-ban alapították Ammóhosztoszban (Famagusta), azonban Észak-Ciprus 1974-es török megszállása miatt Lárnakába tetté át székhelyét. Nevét az ókori Szalamína (vagy Szalamísz) városállamáról kapta, amely a mai Ammóhosztosztól (Famagusta) 6 kilométerre északra állt.
1990-ben szerepelt először nemzetközi kupaporondon a KEK aktuális kiírásában, majd 1995-ben, 1997-ben és 2000-ben az Intetotó-kupában indult.

## Sikerei
- Ciprusi labdarúgókupa-győztes:

1 alkalommal (1990)
- Ciprusi labdarúgó szuperkupa-győztes:

1 alkalommal (1990)

## Galéria

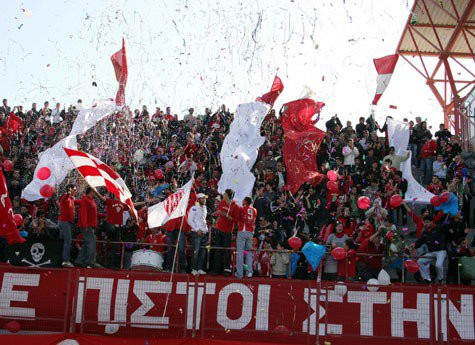
Szurkolók
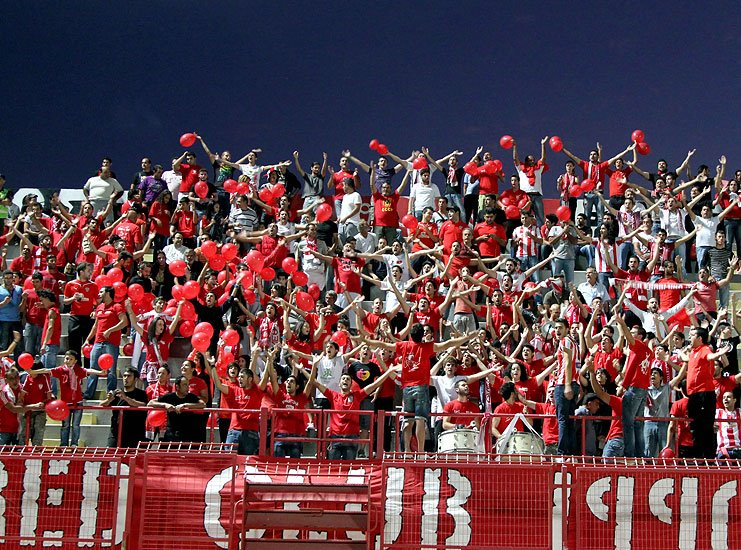
Szurkolók
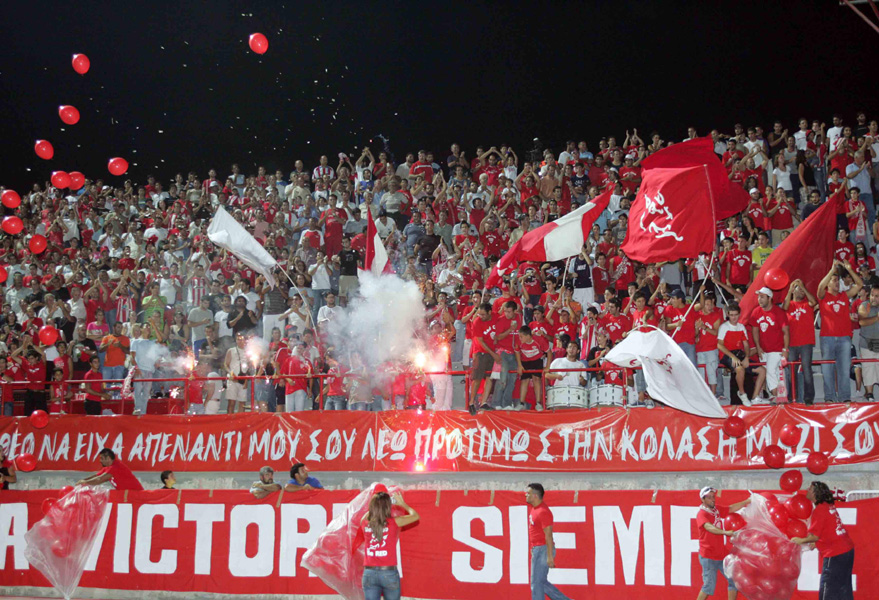
Szurkolók
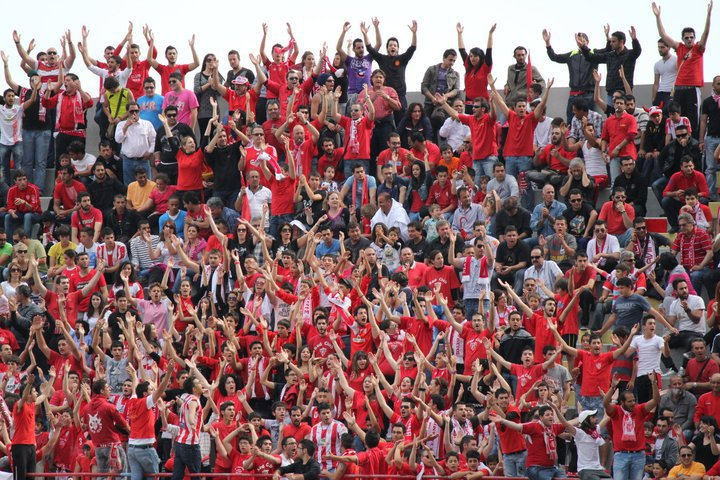
Szurkolók
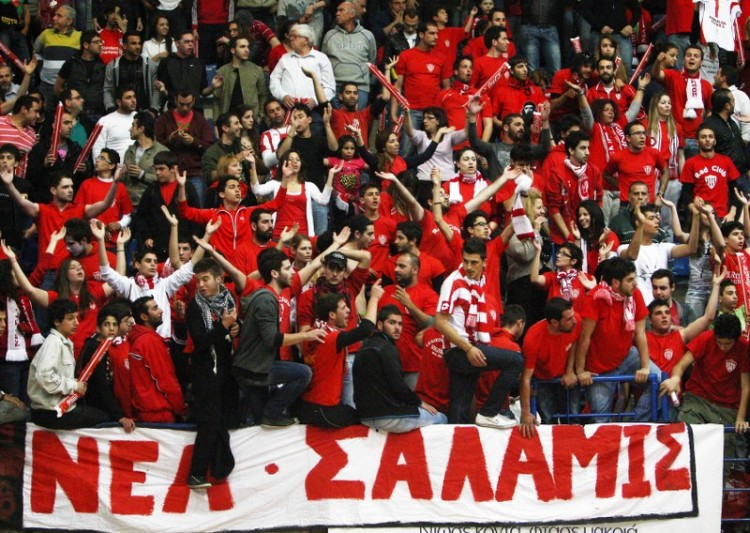
Szurkolók
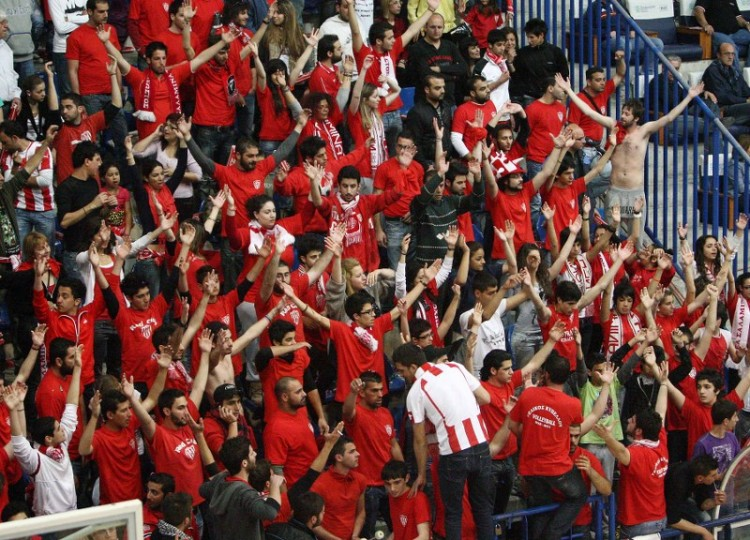
Szurkolók
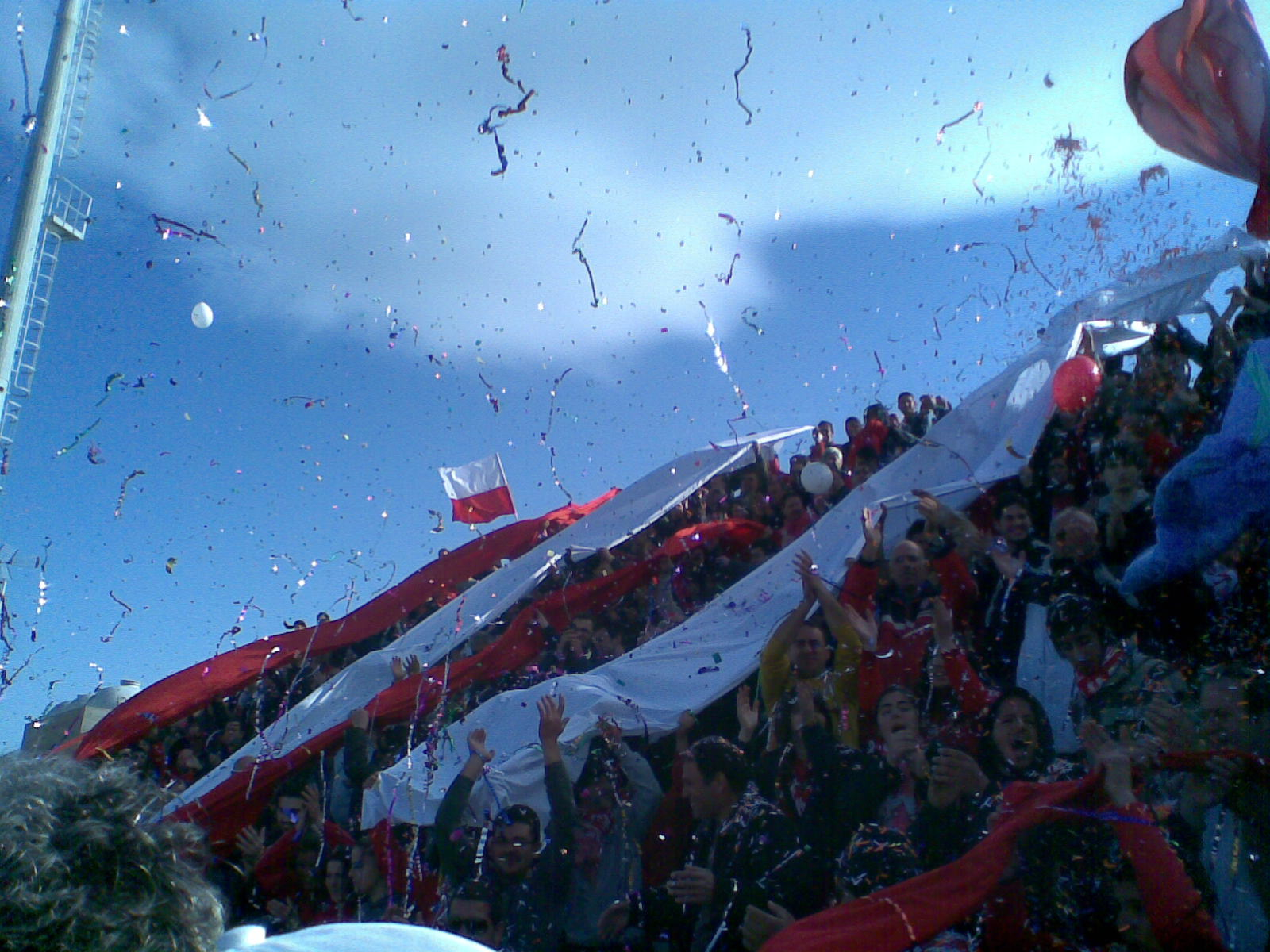
Szurkolók
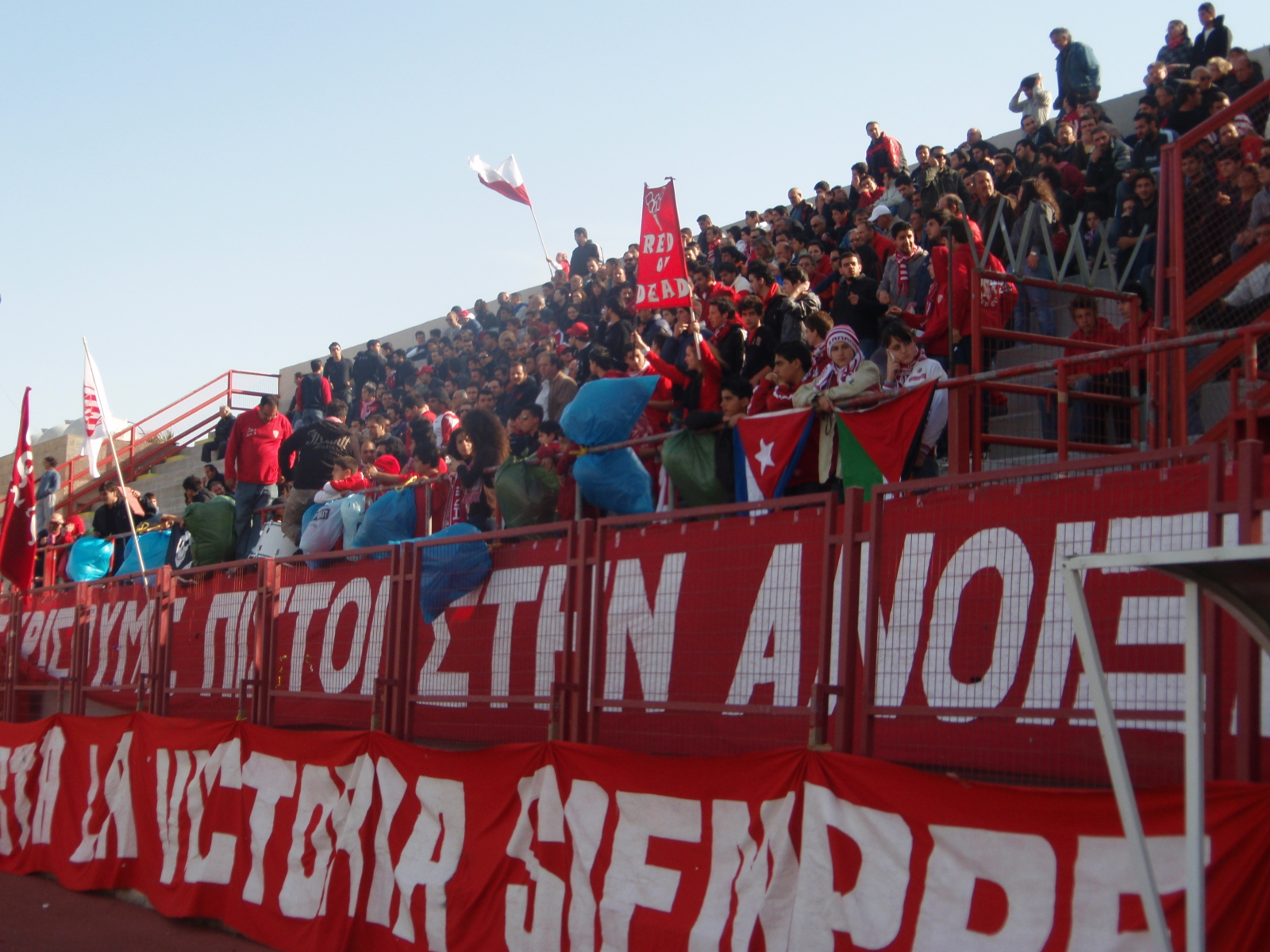
Szurkolók
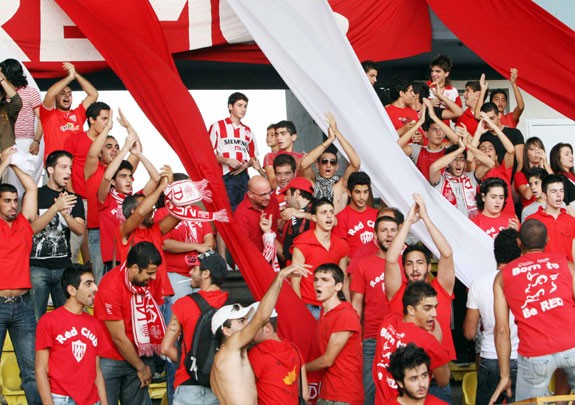
Szurkolók
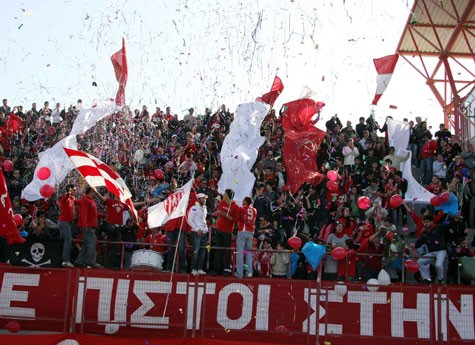
Szurkolók
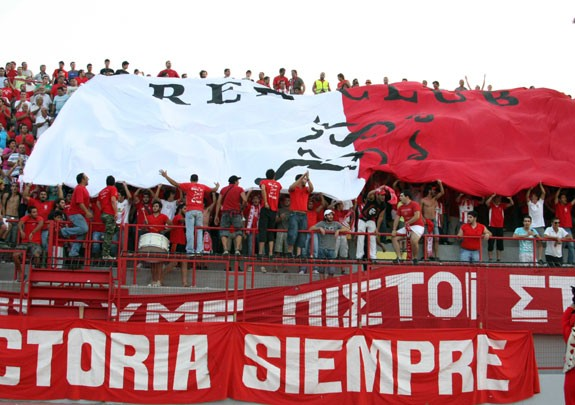
Szurkolók
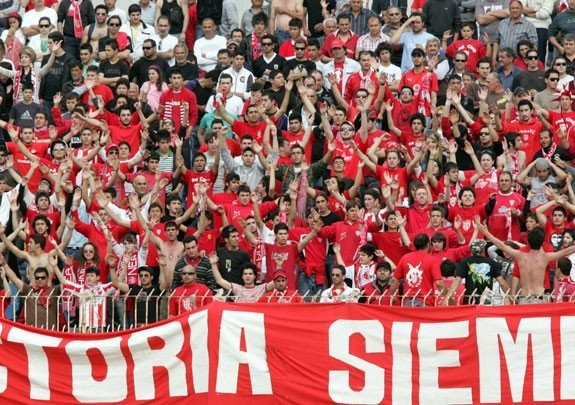
Szurkolók